# Міст Тиберія
Міст Тиберія (італ. Ponte di Tiberio) або міст Августа (лат. Pons Augustus) — римський міст через річку Мареккію в місті Ріміні, Італія.

## Історія
Будівельні роботи розпочалися під час правління імператора Августа в 14 році нашої ери і були завершені за його наступника Тиберія у 20 році; тому назва мосту по праву відображає «імена обох імператорів», за іншими даними міст був збудований в 21 році нашої ери.
Дві знамениті давньоримські дороги починалися від мосту, Віа-Емілія, яка вела до П’яченци, та Віа-Попілія, що вела до Равенни.
У 580 році міст був практично повністю зруйнований готами, і тільки в 1680 році при папі Інокентії XI його відновили.
Міст був єдиним перетином через річку Мареккію, не зруйнованим німецькою армією, що відступала під час битви під Ріміні з 13 по 21 вересня 1944 року, і, як переказують, чинив опір всім спробам руйнування, включаючи невдалу спробу запалювання вибухових зарядів. Міст все ще відкритий для пішохідного та автомобільного руху, за винятком великовантажних транспортних засобів. Спрощене зображення мосту є на гербі міста Ріміні.

## Конструкція
Міст побудований з істрійського каменю, як і місцева арка Августа і розділяє певну строгість з цією історичною пам’яткою, не без гармонії. Конструкція складається з п'яти напівкруглих склепінь, ширина й висота яких збільшується в міру наближення до його центру. Середня довжина прольоту понад 8 м (8,7 м; 8,9 м; 10,6 м; 8,9 м; 8,0 м). Ширина 8,6 м.